# Крамонд (стоянка)
Крамонд — мезолитическая стоянка в Шотландии.
Археологические раскопки в Крамонде (en:Cramond) обнаружили свидетельства обитания, датируемые приблизительно 8500 до н. э., что делает его, по времени, самым ранним известным местом поселения в Шотландии. Жителями мезолитической стоянки были кочевые охотники-собиратели, которые перемещались по своим землям в зависимости от времени года. Хотя кости не выдержали кислотности почвы, были раскопаны ямы отбросов и скважины от стоек, которые поддерживали убежища или навесы. Многочисленная брошенная ореховая скорлупа — отходы основного продукта питания жителей — была найдена в ямах и используется в углеродном анализе стоянки. Предполагается, что место было выбрано из-за его расположения недалеко от слияния морского залива Ферт-оф-Форт и реки Алмонд, где богатые устричные и мидиевые отмели прочно зарекомендовали себя как надёжный природный ресурс. Было найдено много микролитических каменных орудий, изготовленных на месте, и более ранних, чем находки подобного вида в Англии.